# 来々軒

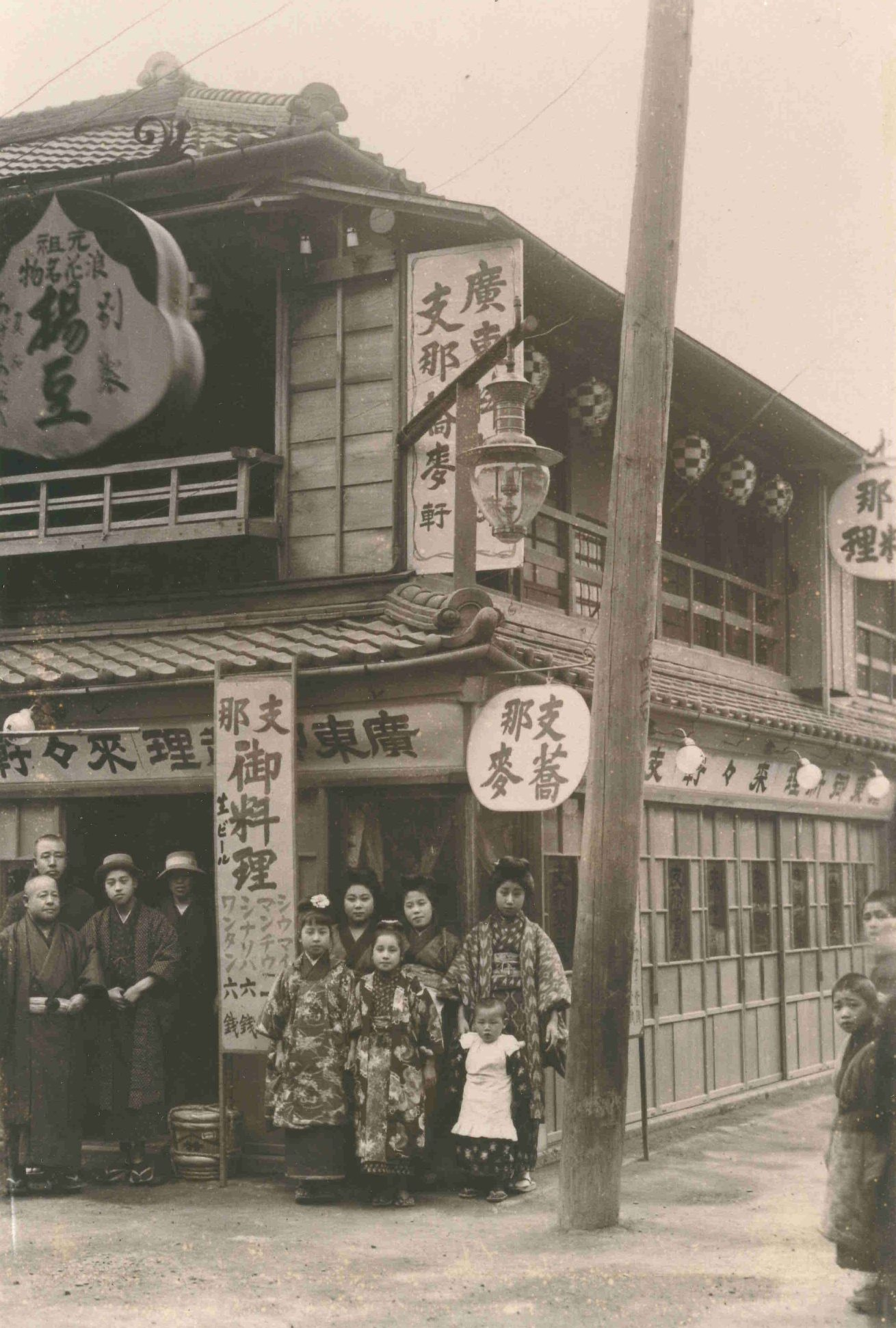
来々軒（1915年）

来々軒（らいらいけん）は、東京府東京市浅草区浅草新畑町3番地（現在の東京都台東区浅草1丁目辺り）にてラーメンを提供していた大衆的料理店である。「東京ラーメン（醤油ラーメン）」の草分けであり、ラーメン店のパイオニアかつ原点でもある。

## 概要
1910年（明治43年）に浅草で創業。当時、すでに存在していた中国料理店とは違って庶民的な店であり、ラーメン、ワンタン、シュウマイなどを初めて提供した。中華丼や天津飯の発祥店とも称されることがある。

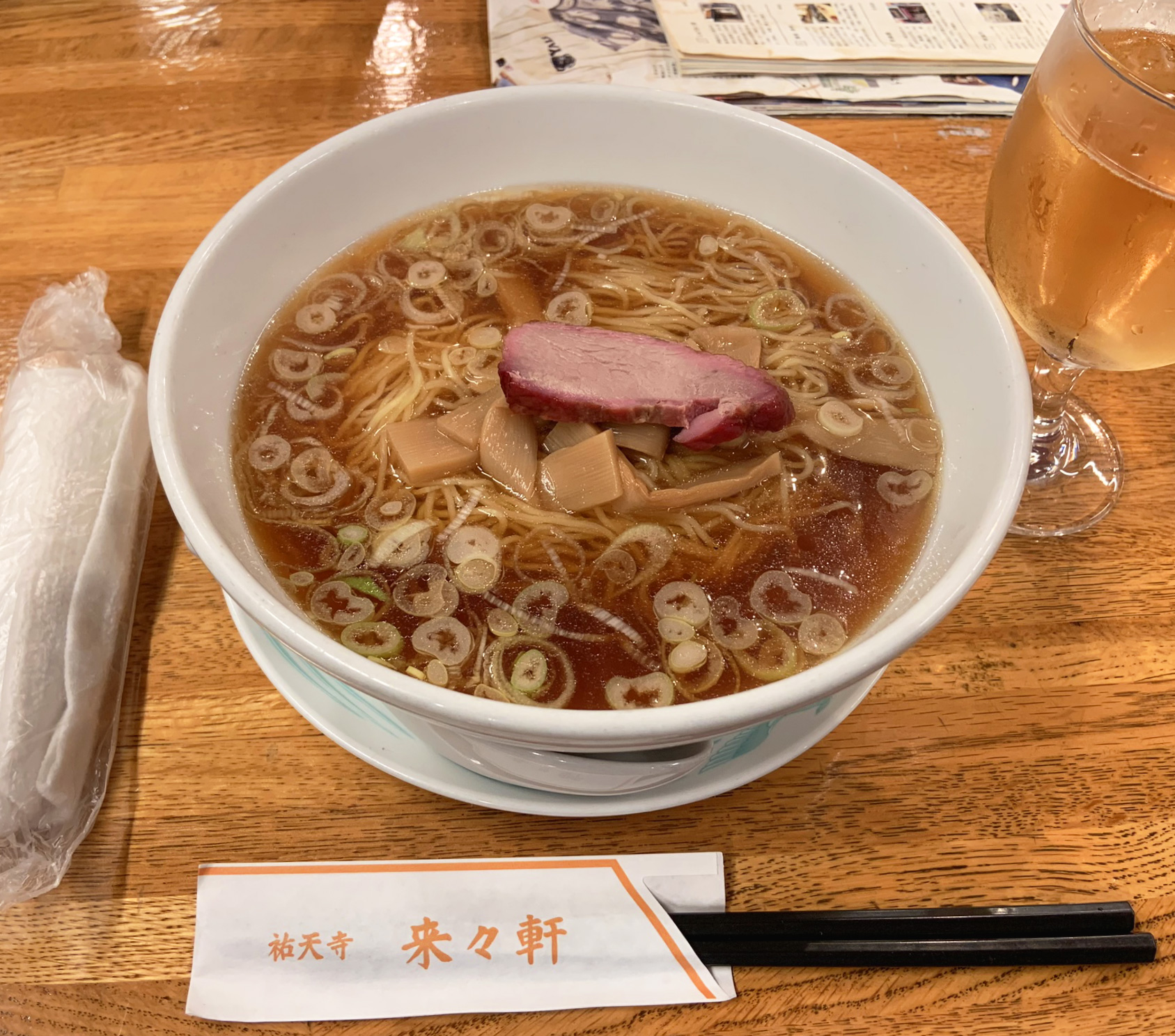
祐天寺の来々軒のラーメン（2019年9月）

浅草の来々軒は1944年（昭和19年）に閉店したが、戦後の1945年（昭和20年）に東京駅八重洲口に新たに店を構えた。しかし、創業家の3代目にあたる尾崎一郎には後継者がなく、1976年（昭和51年）に閉店した。血を引いた店は千葉市の進来軒や郡山市のトクちゃんがあり、 後者では期間限定で創業者子孫より受け継いだレシピそのままに従ったスープおよび麺で復刻させた支那そばも時おり提供している。また、来々軒で働いていた傅興雷が1933年（昭和8年）に独立して大森（後に目黒区祐天寺に移転）に開業した来々軒が現存する。2020年には創業者の子孫の協力を得て「浅草来々軒」が新横浜ラーメン博物館でオープンした。今は2023年を目途に発祥地である浅草に店舗の復活開業を目指している。なお、浅草橋駅付近にも『来々軒』を名乗る店があるが、創業家の系統とは無関係とされる。

## 沿革
- 1910年（明治43年） - 初代・尾崎貫一が横浜中華街の中国人（広東省出身）12名を招き、浅草公園に来々軒を開業する。
- 1922年（大正11年） - 初代・貫一の死去により長男･新一が経営を引き継ぐ。
- 1927年（昭和02年） - 夫・新一の死去により妻･あさが経営を引き継ぐ。この時、11歳であった長男・一郎の子育てもあり、家業を維持するため、堀田久助（義兄）および高橋武雄（義弟）の補佐により運営する。
- 1935年（昭和10年） - 一郎が商業学校を卒業して家業を継ぐ。堀田久助は独立して上野来々軒を創業する。
- 1944年（昭和19年） - 尾崎家の息子3人が出征したため、浅草の店を閉店する。
- 1945年（昭和20年） - 一郎が戦地から復員し、東京駅八重洲口に来々軒を新たに出店する。
- 1976年（昭和51年） - 廃業。
- 2020年（令和02年）10月14日 - 新横浜ラーメン博物館に店舗『淺草 来々軒』を構える形で復活。